# Glukoneogeneze

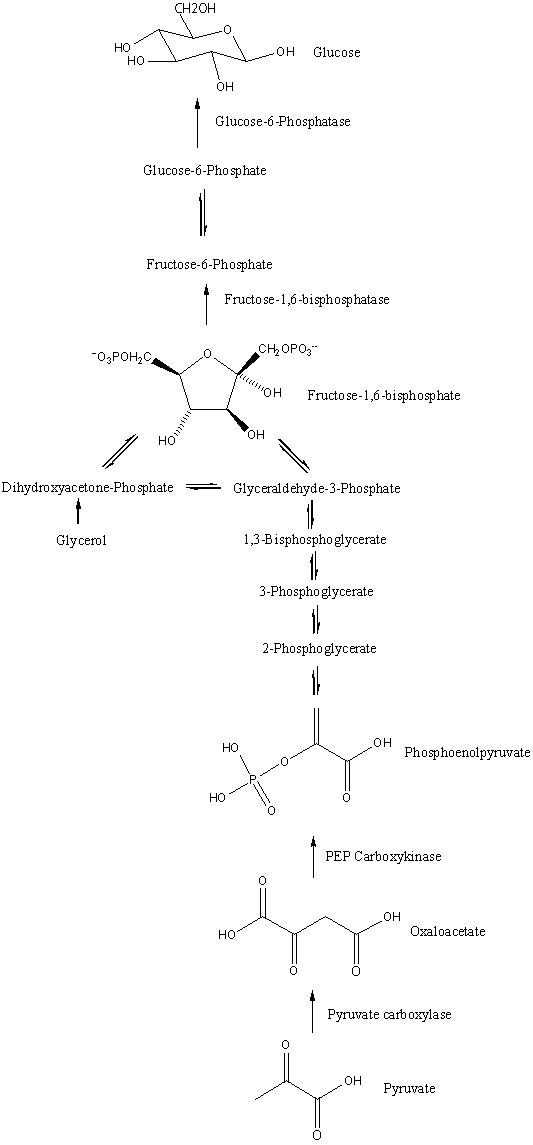
Schéma glukoneogeneze z pyruvátu (anglicky)

Glukoneogeneze je biochemický proces, při kterém v živém organismu probíhá biosyntéza glukózy. Jako prekurzory slouží zpravidla jednodušší látky, například laktát, pyruvát, glycerol nebo některé aminokyseliny. U člověka probíhá zejména v játrech, vzácněji (při acidose nebo dlouhodobém hladovění) může probíhat i v ledvinách.
Koloběh mezi glukoneogenezí v játrech a mléčným kvašením, které probíhá ve svalech při intenzivní námaze, popisuje cyklus Coriových. Mezi enzymy regulující glukoneogenezi patří inzulin, glukagon a adrenalin, také kortizol a thyroxin, dalšími limitujícími faktory je množství pyruvátu v buňce a inhibice enzymu fruktóza-1,6-bisfosfatázy.

## Souhrnná rovnice glukoneogeneze
2 pyruvát + 2 NADH + 4 H+ + 4 ATP + 2 GTP + 6 H2O → glukóza + 2 NAD+ + 4 ADP + 2 GDP + 6 Pi

## Vztah ke glykolýze
Glukoneogeneze zdánlivě připomíná obrácenou glykolýzu. Rozdílem jsou tři reakce, kterým ve zpětném chodu brání termodynamická bariéra (nepříznivá hodnota Gibbsovy volné energie). Tyto bariéry se překonávají tzv. objížďkami (angl. by-pass):
1. Přeměna pyruvátu na fosfoenolpyruvát neprobíhá přímo, ale přes meziprodukt oxalacetát.
2. Přechod fruktóza-1,6-bisfosfátu na fruktóza-6-fosfát je katalyzována jiným enzymem - fruktóza-1,6-bisfosfatázou za přítomnosti vody. (Při glykolýze je tato reakce katalyzována kinázou PFK-1)
3. Přeměna glukóza-6-fosfátu na glukózu vyžaduje přítomnost enzymu glukosa-6-fosfatasy a vody. (Při glykolýze je tato reakce katalyzována hexokinázou či glukokinázou)